# Guerra ao Terror

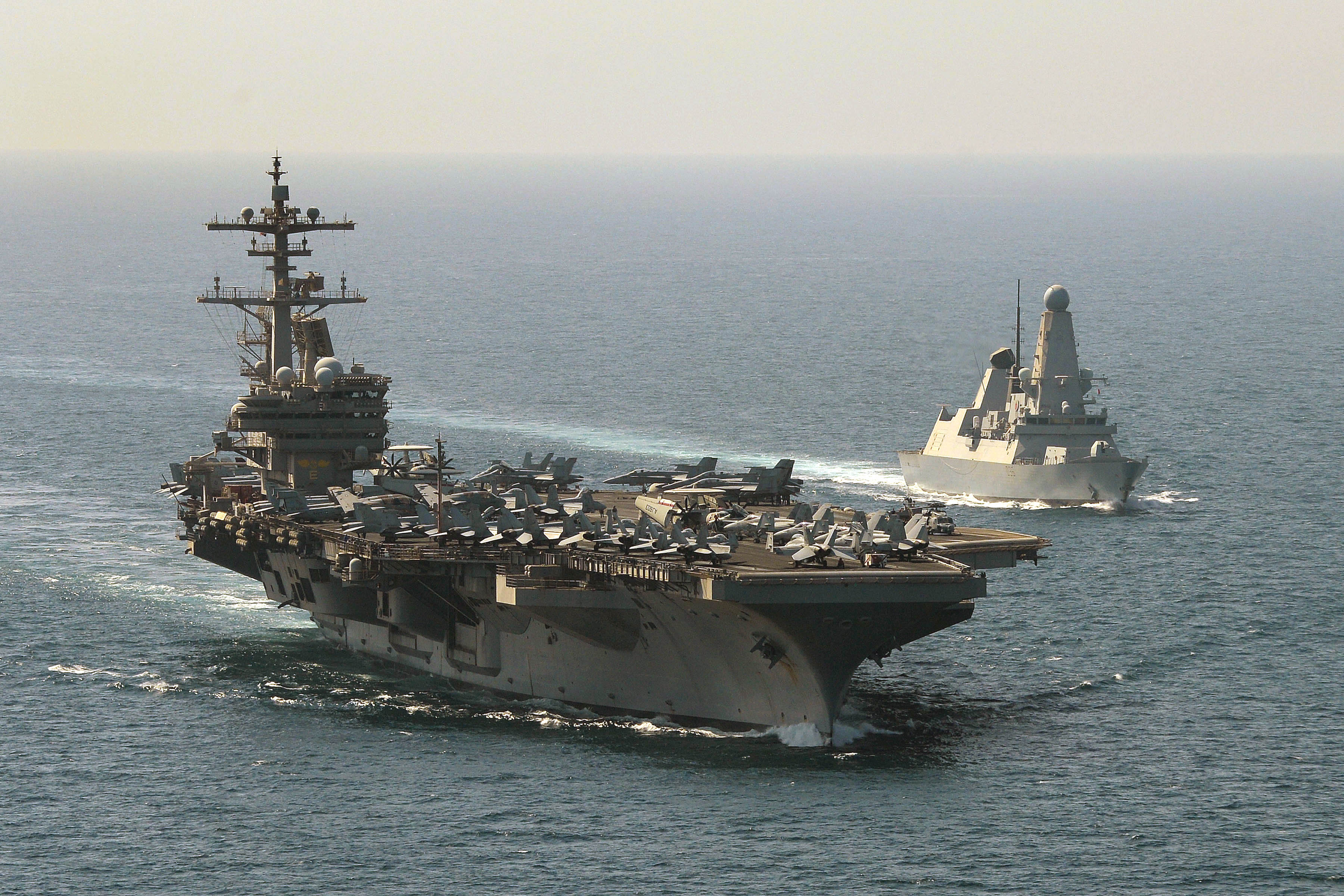
O porta-aviões americano USS George H.W. Bush (CVN-77) e o contratorpedeiro britânico HMS Defender (D36) participando de operações militares no oriente médio, em 2014.

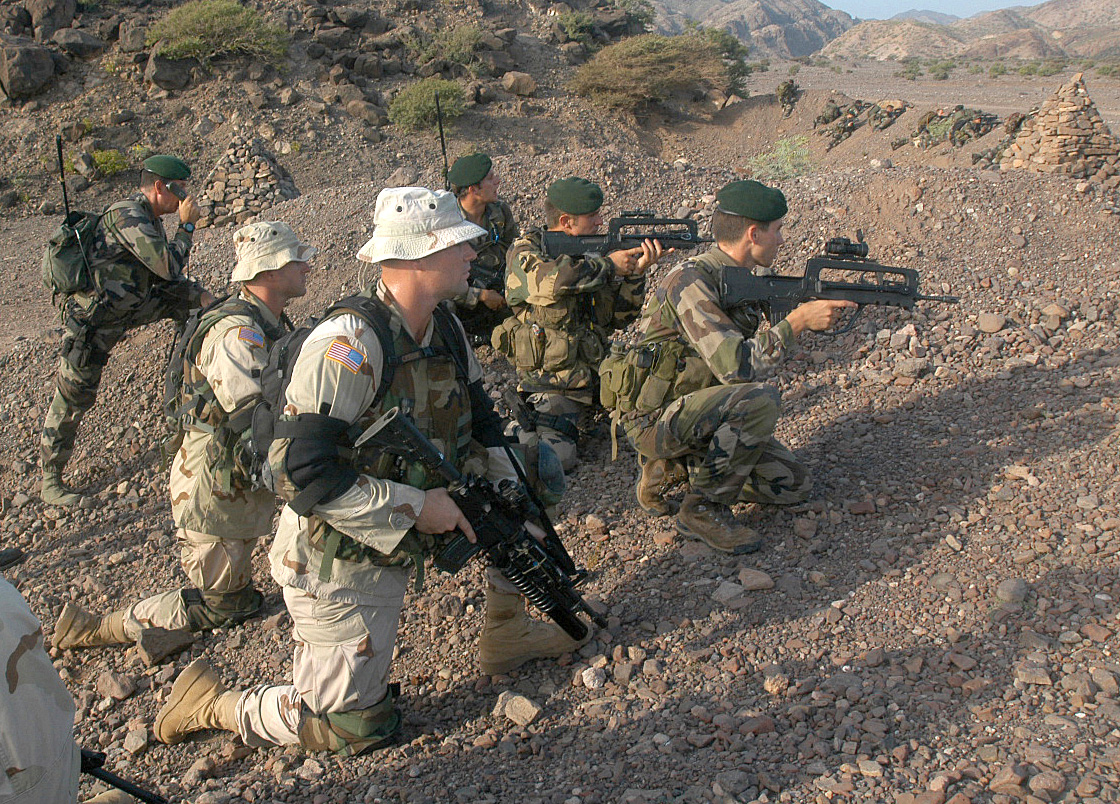
Militares americanos e franceses atuando no leste da África.

OTAN
Iniciativa Transaariana
Grandes operações militares (Afeganistão • Paquistão • Iraque • Somália • Iêmen)
Outros aliados envolvidos em grandes operações
Grandes ataques terroristas da Al-Qaeda e grupos afiliados:
1. Atentados às embaixadas dos Estados Unidos em 1998 • 2. Atentados de 11 de setembro de 2001 • 3. Atentados em Bali em outubro de 2002• 4. Atentados de 2004 em Madrid • 5. Atentados de 2005 em Londres • 6. Atentados de 2008 em Bombaim

Guerra ao Terror ou Guerra ao Terrorismo é uma campanha militar desencadeada pelos Estados Unidos, em resposta aos ataques de 11 de setembro. O então Presidente dos Estados Unidos, George W. Bush, declarou a "Guerra ao Terror" como parte de sua estratégia global de combate ao terrorismo.
Inicialmente com forte apelo religioso neoconservador, George Bush chegou a declarar uma "Cruzada contra o Terror" e contra o "Eixo do Mal", no que ficou conhecido como Doutrina Bush. Isto gerou forte reação entre os aliados europeus, que acabaram exigindo maior moderação no uso de conceitos histórico-religiosos na retórica antiterror.  "Assim que Bush fez seu discurso sobre as 'cruzadas' — algo que carrega um tremendo significado para muçulmanos e cristãos —, poucos dias depois do 11 de setembro, soube-se que o atentado seria tratado como um ato de guerra, com o que o governo assumiria poderes muito maiores do que tinha para perseguir e deter pessoas no estrangeiro, assim como para promover a espionagem doméstica, tudo como se fosse uma guerra", relata  o advogado de direitos constitucionais Michael Ratner, do Center for Constitutional Rights.
A Guerra ao Terror significou um esforço de mobilização em diferentes planos: ideológico, político-diplomático,  econômico, militar, de inteligência e contrainteligência. Como parte das operações militares da "Guerra do Terror", os Estados Unidos invadiram e ocuparam países como o Afeganistão e o Iraque.
Desde o início da Guerra ao Terror, a Anistia Internacional registrou e denunciou centenas de casos graves de violações dos direitos humanos, incluindo as torturas na prisão de Guantánamo, as extraordinary renditions (transferências de prisioneiros de um país para outro sem obedecer aos procedimentos judiciais normais de extradição), as prisões secretas da CIA, etc.
De acordo com o Costs of War Project, as guerras pós-Atentados de 11 de Setembro deslocaram cerca de 38 milhões de pessoas de suas casas, o segundo maior número de deslocamentos forçados de qualquer conflito desde o começo do século XX, e causou, direta e indiretamente, cerca de 4,5 milhões de mortos (a maioria civis) no Afeganistão, Iraque, Líbia, Filipinas, Paquistão, Somália, Síria e Iêmen. Foi estimado também que a Guerra ao Terror custou ao tesouro dos Estados Unidos cerca de US$ 8 trilhões de dólares (ajustados pela inflação).

## Objetivos dos Estados Unidos e controvérsias
O principal alvo da chamada "Guerra ao Terror" foram os Estados supostamente apoiadores de movimentos ou grupos terroristas, referidos como "Estados-bandido" ou "Estados-pária" (Rogue States) — os mesmos que inicialmente eram chamados de "Eixo do Mal". Uma das controvérsias mantidas durante todo o período dos anos 2000 diz respeito à classificação desses inimigos, já que, na prática, os Estados Unidos e seus aliados da OTAN é que definiram quem é ou não terrorista e quem são os governos que apoiam ou não o terrorismo. Um exemplo deste tipo de crítica partiu da Rússia e da China, que passaram a definir o separatismo e o extremismo como sinônimos de terrorismo e criaram uma aliança para combater o extremismo, terrorismo e separatismo, a Organização de Cooperação de Xangai. Esta organização passou a classificar os movimentos separatistas checheno e uigure, respectivamente, na Rússia e China, como grupos terroristas.
Existem grandes controvérsias a respeito dos objetivos declarados e da eficácia desta luta contra o terror, através da qual os EUA conseguiram manter um estado de tensão permanente desde 2001, sempre referindo-se à ameaça constante do terrorismo como o maior mal existente sobre a terra.
O objetivo central da Guerra ao Terror seria eliminar o terrorismo. Entretanto a impossibilidade de realizar tal objetivo gerou grandes críticas e controvérsias, mesmo porque, não havia terrorismo no Iraque antes da invasão americana, e hoje este país é alvo de inúmeros atentados terroristas. Alguns críticos consideram que guerras como a do Iraque têm objetivos menos defensivos (defesa contra o terrorismo) e mais ofensivos do que o governo dos Estados Unidos declara. Na prática, servem para aumentar o poder e a influência dos EUA, mediante a expansão da rede de bases militares americanas no mundo, assegurando o controle de áreas estratégicas, onde há grandes reservas de petróleo e gás natural (como o Iraque).
Para Michael Ratner, os Estados Unidos mudaram radicalmente desde os atentados de 11 de setembro. Além de desencadear uma espécie de "Operação Condor" em escala global. "É essencialmente o que fez Pinochet, mas de um modo muito mais amplo, capturando pessoas em qualquer esquina do mundo sem ordem ou processo judicial para colocá-las em centros de detenção clandestinos no mundo, não somente em Guantánamo, mas também na Romênia, Polônia, Lituânia, Tailândia, além de prisões especiais no Afeganistão. Isso está caracterizado pela captura de pessoas em qualquer parte do mundo para depois de mantê-las incomunicáveis, torturá-las e encarcerá-las por tempo indefinido. E se chegam a ir a julgamento, isso ocorre diante de um tribunal militar."
Outros autores muito críticos com relação à política externa dos Estados Unidos, como Noam Chomsky, afirmam que os americanos praticam, eles próprios, o terrorismo em escala internacional. "Podemos apostar, sem grande risco, que a 'guerra contra o  terrorismo' continuará, nos próximos anos, a servir como pretexto para intervenções e atrocidades, e não somente da parte dos Estados Unidos", declarou Chomsky, em janeiro de 2002, no Fórum Social Mundial.  "Não podemos esquecer que os Estados Unidos condenam o terrorismo de Estado, depois de tê-lo apoiado na Indonésia, no Camboja, no Irã ou na África do Sul", alerta o historiador Jean-Michel Lacroix.

## OPatriot Act
No plano interno, o governo americano criou instrumentos legais para suprimir a dissidência, promover a espionagem doméstica e a anulação de garantias constitucionais, das liberdades civis e dos direitos humanos. O Patriot Act permite ao governo obter qualquer informação sobre qualquer pessoa, como também adotar medidas de vigilância e espionagem, usando informantes no interior de organizações sociais, visando suprimir protestos. As pessoas comuns aceitaram normalmente essas violações, "aceitaram que o governo pudesse espionar qualquer um sem autorização judicial, sob a alegação de 'guerra contra o terrorismo' e tudo o que antes era condenado pelos Estados Unidos quando ocorria em outros países, analisa o jurista Michael Ratner. Para ele, os EUA poderiam estar se tornando um Estado policial. "Perdemos", diz Ratner, "os valores fundamentais do século das luzes em torno dos direitos individuais".
Desde os ataques de 11 de setembro, os Estados Unidos se envolveram em mais guerras que em qualquer outro momento, desde a Segunda Guerra Mundial (Iraque, Afeganistão, Paquistão, Líbia, Iêmen, Somália, entre outros), diz Ratner. Com os poderes extraordinários concedidos ao Executivo, foi possível aos Estados Unidos, já na administração de Obama, imiscuir-se na guerra da Líbia, sem autorização do Congresso. Dentro desse paradigma de guerra, os EUA "afirmam seu direito de matar qualquer suspeito de terrorismo em qualquer parte do mundo".

## Início da desmobilização
Os Estados Unidos começaram a retirada dos primeiros soldados de sua tropa no Afeganistão em 2011. Um primeiro contingente de 650 homens, que estavam destacados a nordeste da capital afegã, deixou o país e não foi substituído. Até aquele momento os Estados Unidos ainda mantinham cerca de 100 000 soldados no país. No final do mês de junho de 2011, o presidente Barack Obama anunciou a retirada de um terço do contingente norte-americano até 2012.